# 김준수 (가수)
김준수(金俊秀, 1986년 12월 15일 ~ )는 대한민국의 가수, 뮤지컬 배우이다.

## 경력
2003년 12월 26일 5인조 보이 그룹 동방신기 멤버로 데뷔했다.
2010년 10월 14일 3인조 보이 그룹 JYJ를 결성하고 더불어 2010년 1월 26일 뮤지컬 모차르트에 참여하면서 뮤지컬 배우로 데뷔했다.
2012년 5월 15일 정규앨범《Tarantallegra》를 발매하며 솔로 데뷔했다.
2021년 씨제스 엔터테인먼트와의 전속계약이 끝나고 1인 기획사 팜트리 아일랜드를 설립해서 CEO로 활동하고 있다. 현재는 많은 동료 뮤지컬 배우들까지 영입하여 뮤지컬 배우 전문 기획사로 성장시키고 있다.
2024년에는 데뷔 20주년을 맞아 재중과 프로젝트성 보이 그룹 JX를 결성해서 콘서트를 열었다.

## 학력
- 능곡초등학교 (졸업)
- 능곡중학교 (졸업)
- 화수고등학교 (전학)→하남고등학교 (졸업)
- 명지대학교 예술학부 뮤지컬공연전공 (학사)
- 명지대학교 대학원 연극영화뮤지컬학과 (석사)

## 음반

#### 정규
- 《Tarantallegra》 (2012)
- 《Incredible》 (2013)
- 《FLOWER》 (2015)
- 《XIGNATURE》 (2016)

#### 미니
- 《꼭 어제》 (2015)
- 《Pit A Pat》 (2020)
- 《DIMENTION》 (2022)

#### 싱글
- 《XIAH》 (2010)
- 《UNCOMMITTED》 (2012)
- 《Thank U For》 (2012)
- 《11시 그 적당함》 (2013)
- 《스치다》 (2013)
- 《IS YOU》 (2015)
- 《Cake Love》 (2016)
- 《우리도 그들처럼》 (2017)
- 《Red Diamond》 (2023)
- 《스물한 번째 계절이 널 기다릴 테니까》 (2024)

#### O.S.T
- 영화 Vacation - 《Beautiful thing》 (2006)
- 드라마 성균관 스캔들 - 《Too Love》 (2010)
- 드라마 여인의 향기 - 《You Are So Beautiful》 (2011)
- 드라마 착한남자 - 《사랑은 눈꽃처럼》 (2012)
- 드라마 천명 - 《바보가슴》 (2013)
- 드라마 기황후 - 《사랑합니다》 (2013)
- 뮤지컬 디셈버 - 《12월》 외 4곡 (2013)
- 드라마 미스터 백 - 《널 사랑한 시간에》 (2014)
- 드라마 육룡이 나르샤 - 《너라는 시간이 흐른다》 (2015)
- 드라마 태양의 후예 - 《How Can I Love You》 (2016)
- 드라마 운빨로맨스 - 《내게 기대》 (2016)
- 드라마 불야성 - 《길》 (2016)
- 뮤지컬 도리안 그레이 - 《도리안 그레이》 외 4곡 (2016)
- 드라마 녹두꽃 - 《흩날린다》 (2019)
- 뮤지컬 엘리자벳 - 《마지막 춤》 (2019)
- 웹툰 바른연애 길잡이 - 《사랑하고 싶지 않아》
- 드라마 펜트하우스 3 - 《Good Bye》 (2021)
- 드라마 징크스 - 《여전히 영원히》 (2021)
- 드라마 옷소매 붉은 끝동 - 《네가 불어오는 이곳에서 난 여전히》 (2021)
- 드라마 징크스의 연인 - 《기억을 실어 온 바람》 (2022)
- 웹툰 굿닥터 - 《그때 그 시절》 (2022)
- 드라마 연예인 매니저로 살아남기 - 《어린 날》 (2022)
- 영화 여름날 우리 - 《축가》 (2023)

#### 참여
- 장리인 1집 - 《Timeless》 피처링 (2006)
- 싸이 7집 - 《DREAM》 피처링 (2015)
- 크루셜스타 - 《또 있을까 싶어》 피처링 (2016)
- 왓챠 더블트러블 - 《성인식》 with 효린 (2022)

## 콘서트

### 아시아 투어
| 연도              | 공연명                                  | 일정                 | 도시     | 국가           | 개최지                | 관객수           |
| ----------------- | --------------------------------------- | -------------------- | -------- | -------------- | --------------------- | ---------------- |
| 2012              | XIA 1st ASIA TOUR CONCERT TARANTALLEGRA | 5월 19일 ~ 20일      | 서울     | 대한민국       | 잠실실내체육관        | 17,000명         |
| 2012              | XIA 1st ASIA TOUR CONCERT TARANTALLEGRA | 5월 27일             | 방콕     | 태국           |                       | 4,000명          |
| 2012              | XIA 1st ASIA TOUR CONCERT TARANTALLEGRA | 6월 16일             | 자카르타 | 인도네시아     |                       | 3,500명          |
| 2012              | XIA 1st ASIA TOUR CONCERT TARANTALLEGRA | 6월 23일             | 타이베이 | 타이완         |                       | 3,600명          |
| 2012              | XIA 1st ASIA TOUR CONCERT TARANTALLEGRA | 7월 7일              | 상하이   | 중국           |                       | 4,000명          |
| 2012              | XIA 1st ASIA TOUR CONCERT TARANTALLEGRA | 8월 26일             | 홍콩     | 중국           |                       | 3,500명          |
| 총 35,600명 동원  |                                         |                      |          |                |                       |                  |
| 2013              | XIA 2nd ASIA TOUR CONCERT INCREDIBLE    | 7월 20일             | 방콕     | 태국           |                       |                  |
| 2013              | XIA 2nd ASIA TOUR CONCERT INCREDIBLE    | 7월 28일             | 상하이   | 중국           |                       |                  |
| 2013              | XIA 2nd ASIA TOUR CONCERT INCREDIBLE    | 8월 3일 ~ 4일        | 서울     | 대한민국       | 코엑스 홀             | 18,000명         |
| 2013              | XIA 2nd ASIA TOUR CONCERT INCREDIBLE    | 8월 10일 ~ 11일      | 부산     | 대한민국       |                       | 14,000명         |
| 2013              | XIA 2nd ASIA TOUR CONCERT INCREDIBLE    | 9월 28일             | 시드니   | 오스트레일리아 |                       |                  |
| 2013              | XIA 2nd ASIA TOUR CONCERT INCREDIBLE    | 10월 8일 ~ 10일      | 나고야   | 일본           |                       | 60,000명         |
| 2013              | XIA 2nd ASIA TOUR CONCERT INCREDIBLE    | 10월 15일 ~16일      | 요코하마 | 일본           |                       | 60,000명         |
| 총 100,000명 동원 |                                         |                      |          |                |                       |                  |
| 2015              | XIA 3rd ASIA TOUR CONCERT FLOWER        | 3월 3일 ~ 5일        | 오사카   | 일본           |                       | 30,000명         |
| 2015              | XIA 3rd ASIA TOUR CONCERT FLOWER        | 3월 7일 ~ 8일        | 서울     | 대한민국       | 잠실실내체육관        | 14,000명         |
| 2015              | XIA 3rd ASIA TOUR CONCERT FLOWER        | 3월 14일             | 상하이   | 중국           |                       | 3,000명          |
| 2015              | XIA 3rd ASIA TOUR CONCERT FLOWER        | 3월 21일             | 방콕     | 태국           |                       | 3,000명          |
| 2015              | XIA 3rd ASIA TOUR CONCERT FLOWER        | 3월 24일 ~ 26일      | 도쿄     | 일본           |                       | 33,000명         |
| 2015              | XIA 3rd ASIA TOUR CONCERT FLOWER        | 3월 31일 ~ 4월 1일   | 후쿠오카 | 일본           |                       | 10,000명         |
| 2015              | XIA 3rd ASIA TOUR CONCERT FLOWER        | 4월 7일 ~ 4월 8일    | 나고야   | 일본           |                       | 20,000명         |
| 2015              | XIA 3rd ASIA TOUR CONCERT FLOWER        | 4월 18일 ~ 19일      | 서울     | 대한민국       | 잠실실내체육관        | 22,000명(앙코르) |
| 총 172,000명 동원 |                                         |                      |          |                |                       |                  |
| 2015              | XIA 4th ASIA TOUR CONCERT YESTERDAY     | 10월 24일 ~ 25일     | 요코하마 | 일본           |                       | 40,000명         |
| 2015              | XIA 4th ASIA TOUR CONCERT YESTERDAY     | 11월 7일 ~ 8일       | 서울     | 대한민국       |                       | 19,000명         |
| 2015              | XIA 4th ASIA TOUR CONCERT YESTERDAY     | 11월 28일 ~ 29일     | 나고야   | 일본           |                       | 18,000명         |
| 2015              | XIA 4th ASIA TOUR CONCERT YESTERDAY     | 12월 4일             | 타이베이 | 타이완         |                       | 3,000명          |
| 총 80,000명 동원  |                                         |                      |          |                |                       |                  |
| 2016              | XIA 5th ASIA TOUR CONCERT XIGNATURE     | 6월 11일 ~ 12일      | 서울     | 대한민국       | 올림픽체조경기장      | 30,000명         |
| 2016              | XIA 5th ASIA TOUR CONCERT XIGNATURE     | 6월 18일 ~ 19일      | 나고야   | 일본           |                       | 24,000명         |
| 2016              | XIA 5th ASIA TOUR CONCERT XIGNATURE     | 6월 30일 ~ 7월 2일   | 고베     | 일본           |                       | 46,000명         |
| 2016              | XIA 5th ASIA TOUR CONCERT XIGNATURE     | 7월 5일 ~ 6일        | 요코하마 | 일본           | 요코하마 아레나       | 42,600명         |
| 2016              | XIA 5th ASIA TOUR CONCERT XIGNATURE     | 7월 8일 ~ 9일        | 요코하마 | 일본           | 파시피코              | 16,000명         |
| 2016              | XIA 5th ASIA TOUR CONCERT XIGNATURE     | 7월 16일             | 광저우시 | 중국           |                       | 8,000명          |
| 2016              | XIA 5th ASIA TOUR CONCERT XIGNATURE     | 7월 23일             | 방콕     | 태국           |                       | 6,000명          |
| 2016              | XIA 5th ASIA TOUR CONCERT XIGNATURE     | 7월 30일             | 상하이   | 중국           |                       | 8,000명          |
| 2016              | XIA 5th ASIA TOUR CONCERT XIGNATURE     | 8월 6일              | 홍콩     | 중국           |                       | 8,000명          |
| 총 188,600명 동원 |                                         |                      |          |                |                       |                  |
| 2018              | WAY BACK XIA TOUR                       | 11월 30일 ~ 12월 2일 | 서울     | 대한민국       | 잠실실내체육관        | 45,000명         |
| 2019              | WAY BACK XIA TOUR                       | 5월 31일 ~ 6월 2일   | 서울     | 대한민국       | 고려대학교 화정체육관 | (앙코르)         |
| 2019              | WAY BACK XIA TOUR                       | 4월 2일 ~ 3일        | 도쿄     | 일본           |                       |                  |
| 2019              | WAY BACK XIA TOUR                       | 4월 12일 ~ 14일      | 고베     | 일본           |                       |                  |
| 2019              | WAY BACK XIA TOUR                       | 4월 18일 ~ 19일      | 나고야   | 일본           |                       |                  |

월드 투어
| 연도             | 공연명                                   | 일정      | 도시       | 국가   | 개최지 | 관객수  |
| ---------------- | ---------------------------------------- | --------- | ---------- | ------ | ------ | ------- |
| 2012             | XIA 1st WORLD TOUR CONCERT TARANTALLEGRA | 8월 31일  | 뉴욕       | 미국   |        |         |
| 2012             | XIA 1st WORLD TOUR CONCERT TARANTALLEGRA | 9월 3일   | L.A        | 미국   |        | 2,000명 |
| 2012             | XIA 1st WORLD TOUR CONCERT TARANTALLEGRA | 9월 7일   | 멕시코시티 | 멕시코 |        | 3,500명 |
| 2012             | XIA 1st WORLD TOUR CONCERT TARANTALLEGRA | 9월 9일   | 상파울루   | 브라질 |        |         |
| 2012             | XIA 1st WORLD TOUR CONCERT TARANTALLEGRA | 9월 11일  | 산티아고   | 칠레   |        |         |
| 2012             | XIA 1st WORLD TOUR CONCERT TARANTALLEGRA | 11월 31일 | 오버하우젠 | 독일   |        | 1,800명 |
| 총 18,400명 동원 |                                          |           |            |        |        |         |

발라드&뮤지컬 콘서트
| 연도 | 일정             | 도시   | 국가     | 개최지         | 관객수   |
| ---- | ---------------- | ------ | -------- | -------------- | -------- |
| 2012 | 12월 29일 ~ 31일 | 서울   | 대한민국 | 코엑스 홀      | 22,000명 |
| 2013 | 12월 30일 ~ 31일 | 서울   | 대한민국 | 잠실실내체육관 | 26,000명 |
| 2014 | 5월 13일 ~ 15일  | 도쿄   | 일본     |                | 33,000명 |
| 2014 | 5월 22일 ~ 24일  | 오사카 | 일본     |                | 30,000명 |
| 2014 | 12월 30일 ~ 31일 | 서울   | 대한민국 | 잠실실내체육관 | 26,000명 |
| 2015 | 12월 29일 ~ 31일 | 서울   | 대한민국 | 잠실실내체육관 | 30,000명 |
| 2016 | 12월 9일 ~ 11일  | 서울   | 대한민국 |                | 33,000명 |
| 2016 | 12월 13일 ~ 15일 | 도쿄   | 일본     |                | 45,000명 |
| 2016 | 12월 26일 ~ 27일 | 오사카 | 일본     |                | 26,000명 |

## 뮤지컬
| 연도 | 제목                     | 역할          |
| ---- | ------------------------ | ------------- |
| 2010 | 모차르트!                | 모차르트      |
| 2011 | 천국의 눈물              | 준            |
| 2011 | 모차르트!                | 모차르트      |
| 2012 | 엘리자벳                 | 토드          |
| 2013 | 엘리자벳                 | 토드          |
| 2013 | 디셈버, 끝나지 않은 노래 | 지욱          |
| 2014 | 드라큘라                 | 드라큘라      |
| 2015 | 데스노트                 | L(엘)         |
| 2016 | 도리안 그레이            | 도리안 그레이 |
| 2017 | 데스노트                 | L(엘)         |
| 2019 | 엘리자벳                 | 토드          |
| 2019 | 엑스칼리버               | 아더          |
| 2020 | 모차르트!                | 모차르트      |
| 2021 | 드라큘라                 | 드라큘라      |
| 2021 | 엑스칼리버               | 아더          |
| 2022 | 엑스칼리버               | 아더          |
| 2022 | 데스노트                 | L(엘)         |
| 2022 | 엘리자벳                 | 토드          |
| 2023 | 웨스트 사이드 스토리     | 토니          |
| 2023 | 데스노트                 | L(엘)         |
| 2024 | 드라큘라                 | 드라큘라      |
| 2025 | 알라딘                   | 알라딘        |

## 음반 외 활동

### 화보
| 연도 | 화보명 |
| ---- | --- |
| 2012 | - 싱글즈(Singles) 3월호 커버 및 화보 - 텐아시아(10+Star) 8월호 커버 및 화보 - 앳스타일(@star1) 10월호 커버 및 화보                                                                                               |
| 2013 | - 마리끌레르(Marie Claire) 7월호 커버 및 화보 |
| 2014 | - 더 뮤지컬(The Musical) 1월호 화보 - 싱글즈(Singles) 6월호 화보 - 씬플레이빌(ScenePlayBill) 8월호 커버 및 화보 - 더 뮤지컬(The Musical) 8월호 커버 및 화보                                                      |
| 2015 | - 씬플레이빌(ScenePlayBill) 7월호 커버 및 화보 - 보그(VOGUE) 8월호 화보 - 마리끌레르(Marie Claire) 9월호 화보 - 앳스타일 (@star1) 12월호 커버 및 화보                                                            |
| 2016 | - 더 뮤지컬(The Musical) 1월호 커버 및 화보 - 씬플레이빌(ScenePlayBill) 9월호 커버 및 화보 |
| 2019 | - 지큐 코리아(GQ KOREA) 1월호 및 화보 - 데이즈드(DAZED) 2월호 커버 및 화보 - 케이 웨이브(K WAVE) M54호 커버 및 화보 - 코스모폴리탄(COSMOPOLITAN) 6월호 커버 및 화보 - 바자 재팬(BAZZAR JAPAN) 6월호 커버 및 화보 |

### 광고
- 2007년 삼성전자 애니시리즈 CF 4탄 〈애니밴드〉
- 2014년 삼육식품 아라몬드
- 2015년 나인하프 NINE HALF
- 2018년 EBS 안전 캠페인 킥보드편[4]
- 2019년 보이스피싱 예방 공익광고 - 정부기관사칭편[5]

### 내레이션
- 2013년 MBC 다큐스페셜 '동물원이 살아있다' 편[6][7]

### 홍보대사
- 2008.05 명지대학교 60주년 홍보대사
- 2011년~현재 연예인 축구단《수원 블루윙즈》FC MEN의 단장 (등번호 12번)지금은 스케줄로 인해 단장을 그만 둔 상태
- 2011.01 FLL KOREA 홍보대사
- 2011.04 세계해외한인무역협회 홍보대사
- 2011.05 제5회 The Musical Awards 홍보대사
- 2011.05 제주 세계 7대 자연경관 홍보대사
- 2011.07 한국전력공사 홍보대사
- 2011.08 UN AIDS 아시아 태평양 지역 홍보대사
- 2011.09 자기정보보호 캠페인 홍보대사
- 2011.11 교육과학기술부 학교문화 바꾸기 온라인 홍보대사
- 2012.02 2012 서울핵안보정상회의 홍보대사
- 2012.10 한일교류종합전(KBEE) 홍보대사
- 2013.02 2014 인천아시안게임 홍보대사
- 2014.06 세계물포럼 지구촌 물나눔 홍보대사
- 2014.3 경기도 고양시 명예 홍보대사[8]
- 2014.10 한국의료관광 홍보대사[9]

### 드라마
- 2011년 SBS 《여인의 향기》 : 김준수 역 (특별출연)
- 2017년 tvN 《내성적인 보스》 : 김준수 역 (특별출연)

### 방송활동
- 2015년 EBS 《스페이스 공감》[10]
- 2019년 12월 12일 MBC 《공유의 집》
- 2020년 TV조선 《내일은 미스터트롯》 (심사위원 패널)
- 2020년 TV조선 《신청곡을 불러드립니다 - 사랑의 콜센타》
- 2021년 TV조선 《내일은 미스트롯2》 (심사위원 패널)
- 2021년 TV조선 《내 딸 하자》 (특별출연)
- 2021년 TV조선 《내일은 국민가수》 (심사위원 패널)
- 2022년 채널A 《신랑수업》
- 2022년 MBC 《심야괴담회》 (69회 게스트)
- 2024년 KBS 《슈퍼맨이 돌아왔다》 (993회 게스트)
- 2024년 JTBC 《뭉쳐야 찬다》 (47회 게스트)
- 2024년 MBC 《푹 쉬면 다행이야》 (19회 게스트)
- 2024년 MBC 《라디오 스타》 (883회 게스트)
- 2024년 KBS 《편스토랑》 (245회 게스트)

### 웹예능
- 2024년 유튜브 《밀키보이즈》 (7회 게스트)
- 2024년 유튜브 《감별사》 (15회 게스트)
- 2024년 유튜브 《집대성》 (9회 게스트)
- 2025년 유튜브 《집대성》 (49회 게스트)

### 행사
- 2019년 6월 14일 <2019 아세안 위크> 축하공연[11]
- 2024년 12월 28일 <2024 아시아 태평양 스타 어워즈> 축하공연

## 수상
| 연도   | 수상 내역 |
| ------ | --- |
| 2010년 | - 제4회 The Musical Awards 남우신인상 - 제4회 The Musical Awards 남우인기상 - 제16회 한국뮤지컬대상 남우신인상 - 제16회 한국뮤지컬대상 인기스타상                                                                                  |
| 2011년 | - 제6회 Golden Ticket Awards 뮤지컬 남자배우상 - 제5회 The Musical Awards 신한카드 인기스타상 - 제17회 한국뮤지컬대상 인기스타상 - 제3회 Asia Jewelry Awards World K-POP 슈퍼스타상                                                |
| 2012년 | - 제6회 The Musical Awards 신한카드 남우인기상 - 제18회 한국뮤지컬대상 남우주연상 - 제18회 한국뮤지컬대상 인기스타상 - 서울외신기자클럽 외신홍보상 (가수 부문)[12] - KPOP'STARZ 올해의 K-POP 1위                                   |
| 2013년 | - 제8회 Golden Ticket Awards 뮤지컬 남자배우상 - 제8회 Golden Ticket Awards 콘서트 뮤지션상 - 제8회 Golden Ticket Awards 남자 인기상 - 제1회 중국 '브이차트 어워즈' 한국 최우수 남자 가수상[13] - 제19회 한국뮤지컬대상 인기스타상 |
| 2014년 | - 제9회 Golden Ticket Awards 관객투표 인기상 - 더 뮤지컬 선정 '2014 최고의 남자 뮤지컬 배우'[14] |
| 2015년 | - 제10회 Golden Ticket Awards 뮤지컬 남자배우상 - 제10회 Golden Ticket Awards 관객투표 인기상 - KOLSA 2015 올해의 톱스타상 |
| 2016년 | - 제3회 이데일리 문화대상 뮤지컬부분 최우수상 - 제11회 Golden Ticket Awards 관객투표 인기상 - 제25회 서울가요대상 인기상 - 제5회 예그린뮤지컬어워드 남자인기상                                                                     |
| 2017년 | - 제12회 Golden Ticket Awards 인기상 |
| 2019년 | - 제1회 한류 엑스포 한류문화대상 서울시장상 - 2019 Stagetalk Audience Choice Awards 남우주연상 |
| 2023년 | - 제17회 Golden Ticket Awards 뮤지컬 남자배우상 - 제31회 대한민국문화연예대상 K-POP 스타상 |
| 2024년 | - 2024 브랜드 고객충성도 대상 뮤지컬 남자배우부문 - 제18회 DIMF 어워즈 올해의 스타상 |